# Mike Webster
Mike Lewis Webster ou  Iron Mike (Tomahawk, 18 de março de 1952 — Pittsburgh, 24 de setembro de 2002) foi um jogador profissional de futebol americano estadunidense.

## Carreira
Mike Webster iniciou a carreira jogando pelo time da Universidade de Wisconsin, sendo contratado em 1974 pelo Pittsburgh Steelers, e foi campeão de quatro Super Bowls das temporadas 1975, 1976, 1979 e 1980 jogando por essa equipe. Webster morreu em 24 de setembro de 2002 devido a problemas cardíacos, e durante a necrópsia o Dr. Bennet Omalu diagnosticou danos cerebrais nomeados de ETC (Encefalopatia Traumática Crônica), sendo o primeiro jogador a ser diagnosticado com esse problema, que decorre de pancadas sofridas na cabeça durante os jogos. Webster foi escolhido para a equipe de todos os tempos do 75º aniversário da NFL, em 1994, e foi introduzido no Hall da Fama do Futebol Profissional em 1997.